# Podmokly (Rokycany)
Podmokly é uma comuna checa localizada na região de Plzeň, distrito de Rokycany.